# اینیاکی اوردانگارین
اینیاکی اوردانگارین (اسپانیایی: Iñaki Urdangarin‎؛ زادهٔ ۱۵ ژانویهٔ ۱۹۶۸) بازیکن هندبال و عضو سابق تیم ملی هندبال اسپانیا است. از باشگاه‌هایی که در آن بازی کرده‌است می‌توان به باشگاه هندبال بارسلونا اشاره کرد. وی در مسابقات کشوری و بین‌المللی در مجموع برندهٔ ۲ مدال برنز شده‌است. او همسر شاهزاده کریستینا دختر خوان کارلوس، پادشاه سابق و مستعفی اسپانیا و خواهر پادشاه کنونی اسپانیا است که به اتهام اختلاس، ارتشاء و تخلف مالیاتی از طریق یک بنیاد ورزشی غیرانتفاعی قراردادهای دولتی را می‌گرفته و پول آن را از طریق شرکتی دیگر پس از پولشویی به شرکت شخصی خود که با همسرش شریک بوده، واریز می‌کرده‌است. مبلغ مورد اتهام ۵٫۵ میلیون یورو بود که او به خاطر این کار به به پنج سال و ده ماه زندان محکوم شد و اخیراً دوران محکومیت خود را آغاز کرده‌است.